# Église Notre-Dame de Quesnay
L'église Notre-Dame de Quesnay est une église catholique désaffectée située à Estrées-la-Campagne, en France .

## Localisation
L'église est située dans le département français du Calvados, sur la commune d'Estrées-la-Campagne.

## Historique
L'édifice date du XIIIe ou de la fin du XIIe siècle, mais les baies datent du XVIIIe siècle. 
Dépendante du diocèse de Sées, elle fut offerte en patronage à l'abbaye Saint-Martin de Troarn vers 1180 par Goscelin de Varaville. La nef a été détruite pendant les bombardements de 1944 lors de la bataille de Normandie. 
Le clocher, le chœur et les vestiges de la nef sont inscrits au titre des monuments historiques depuis le 11 juin 1964.

## Architecture

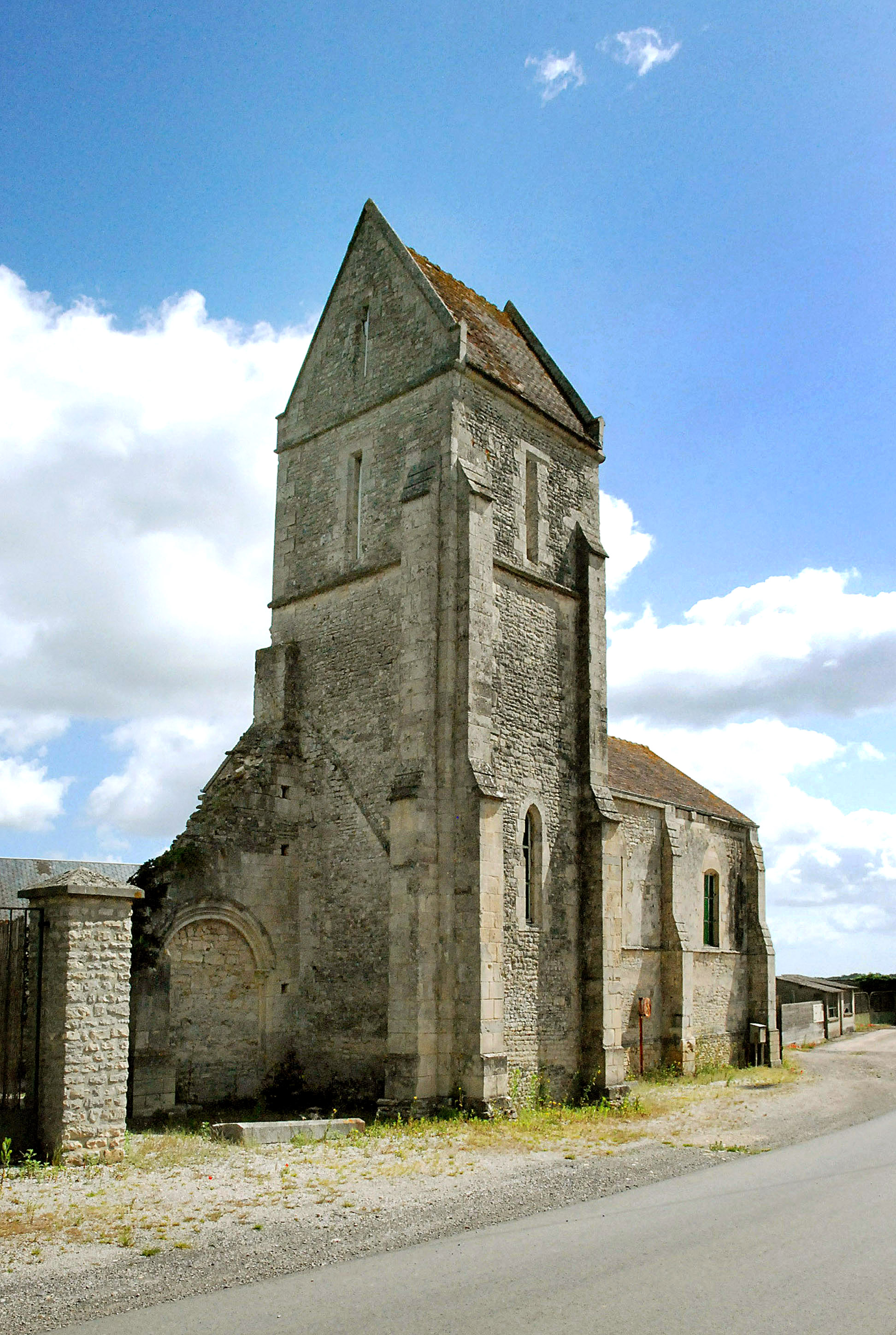
Vue sud-ouest de l’église.
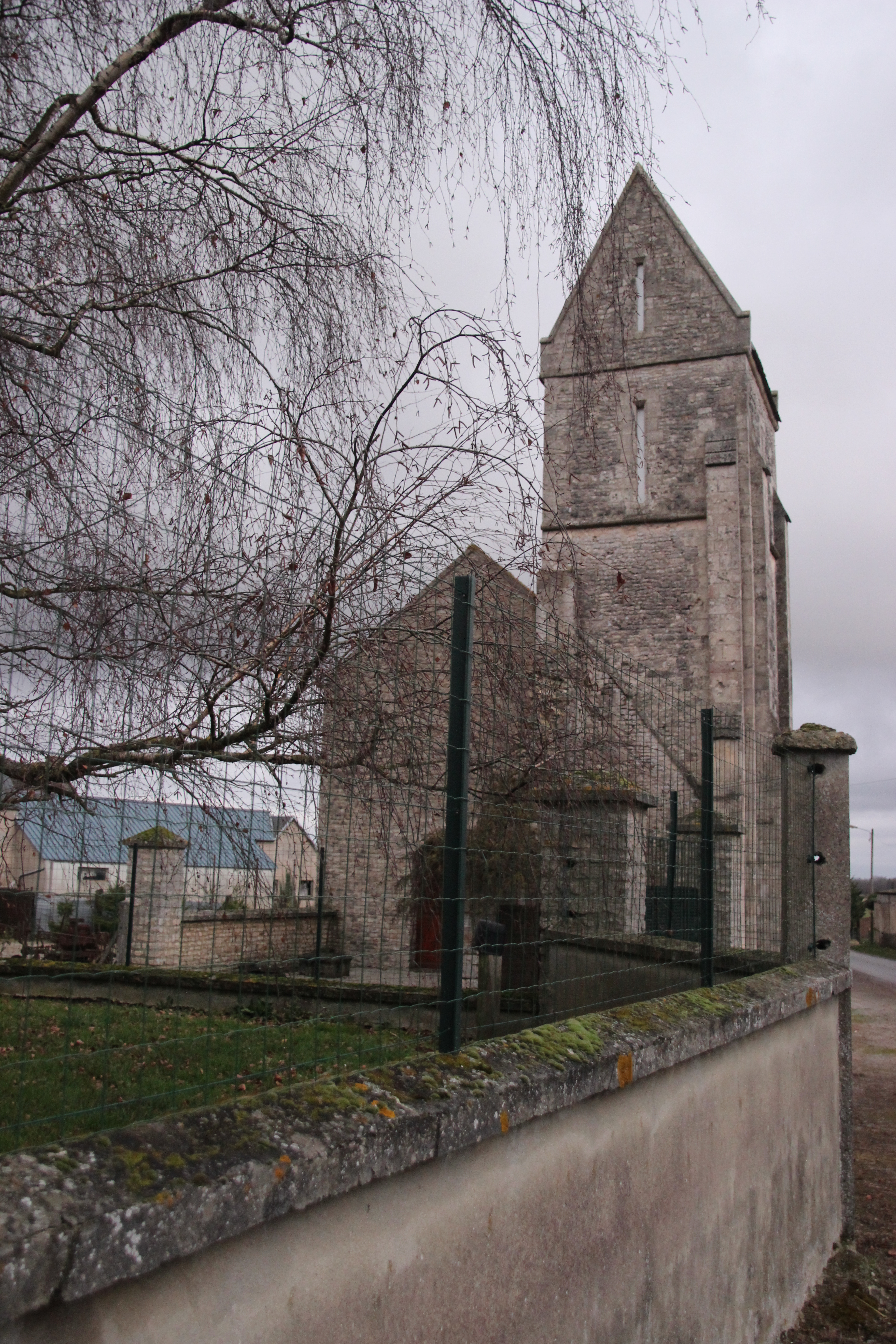
Autre vue générale.
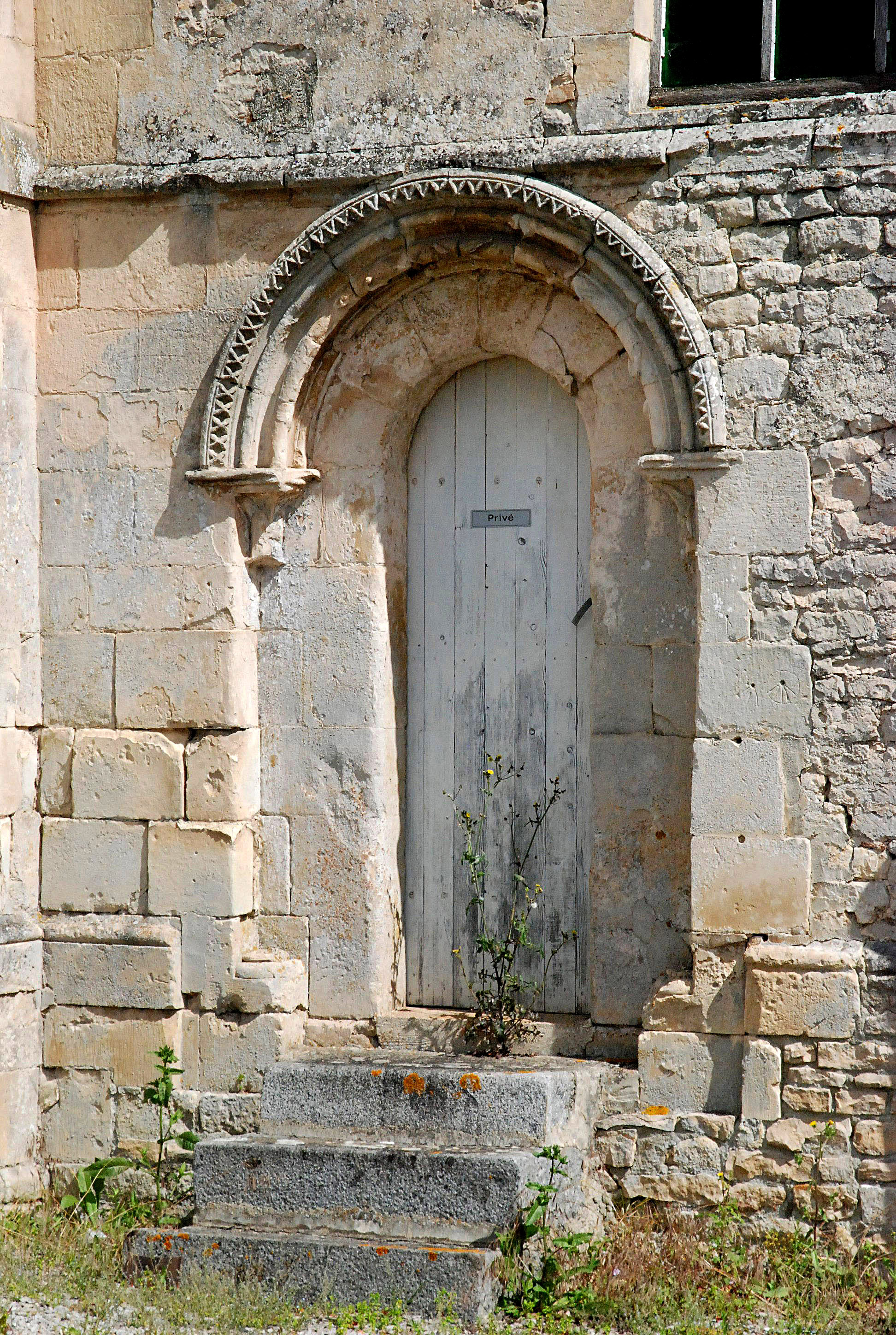
Porte latérale sud.
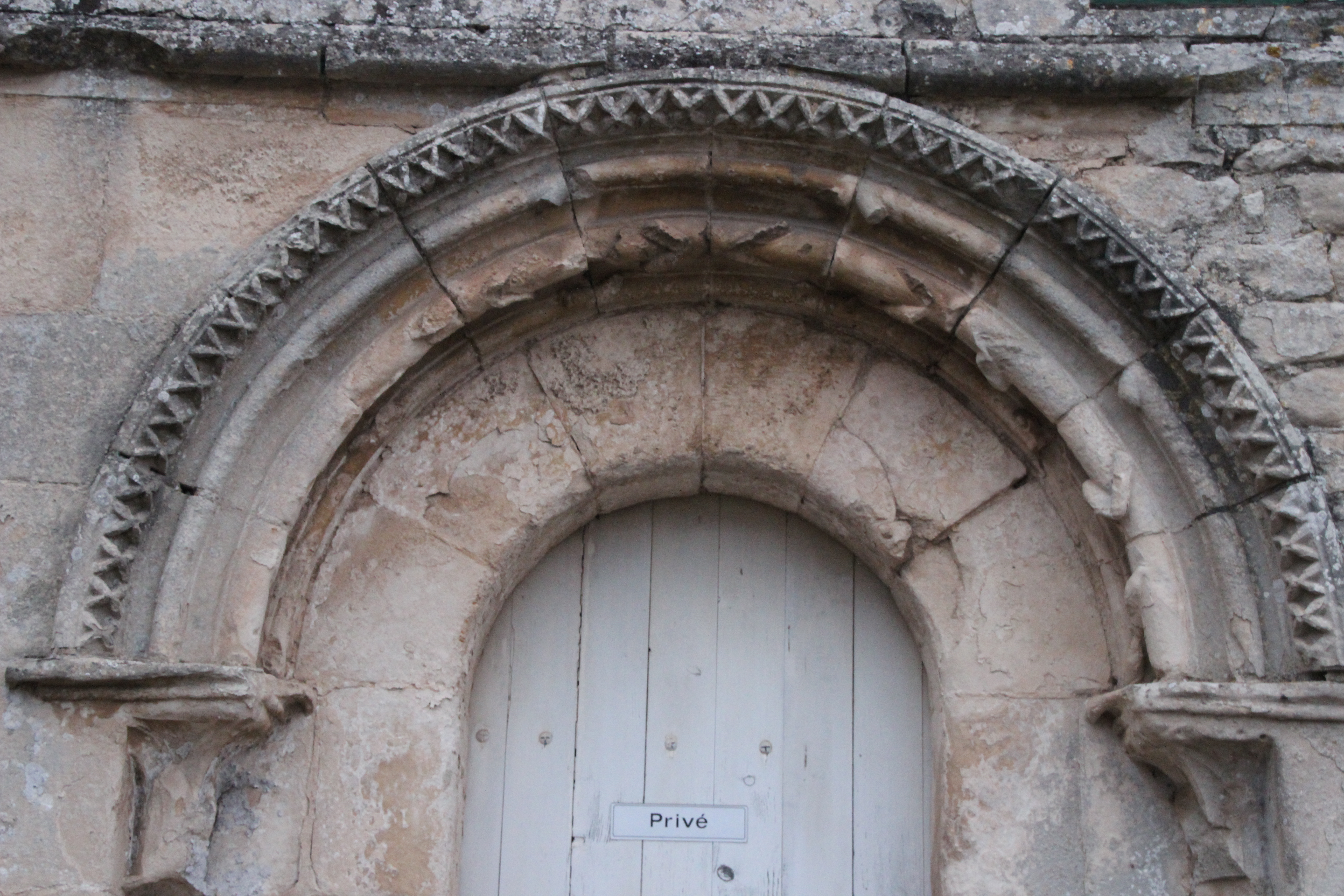
Porte romane.
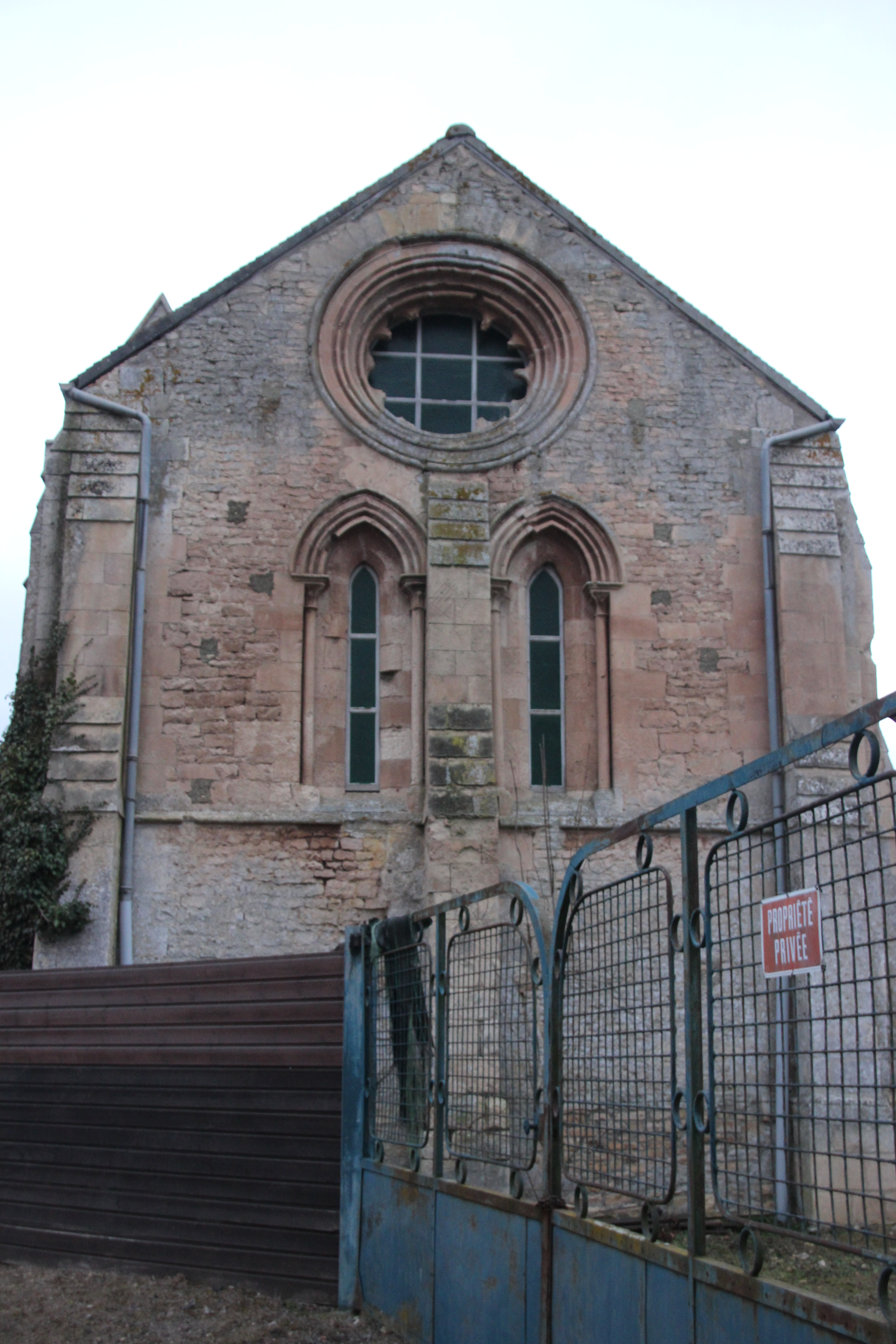
Chevet de l'église.
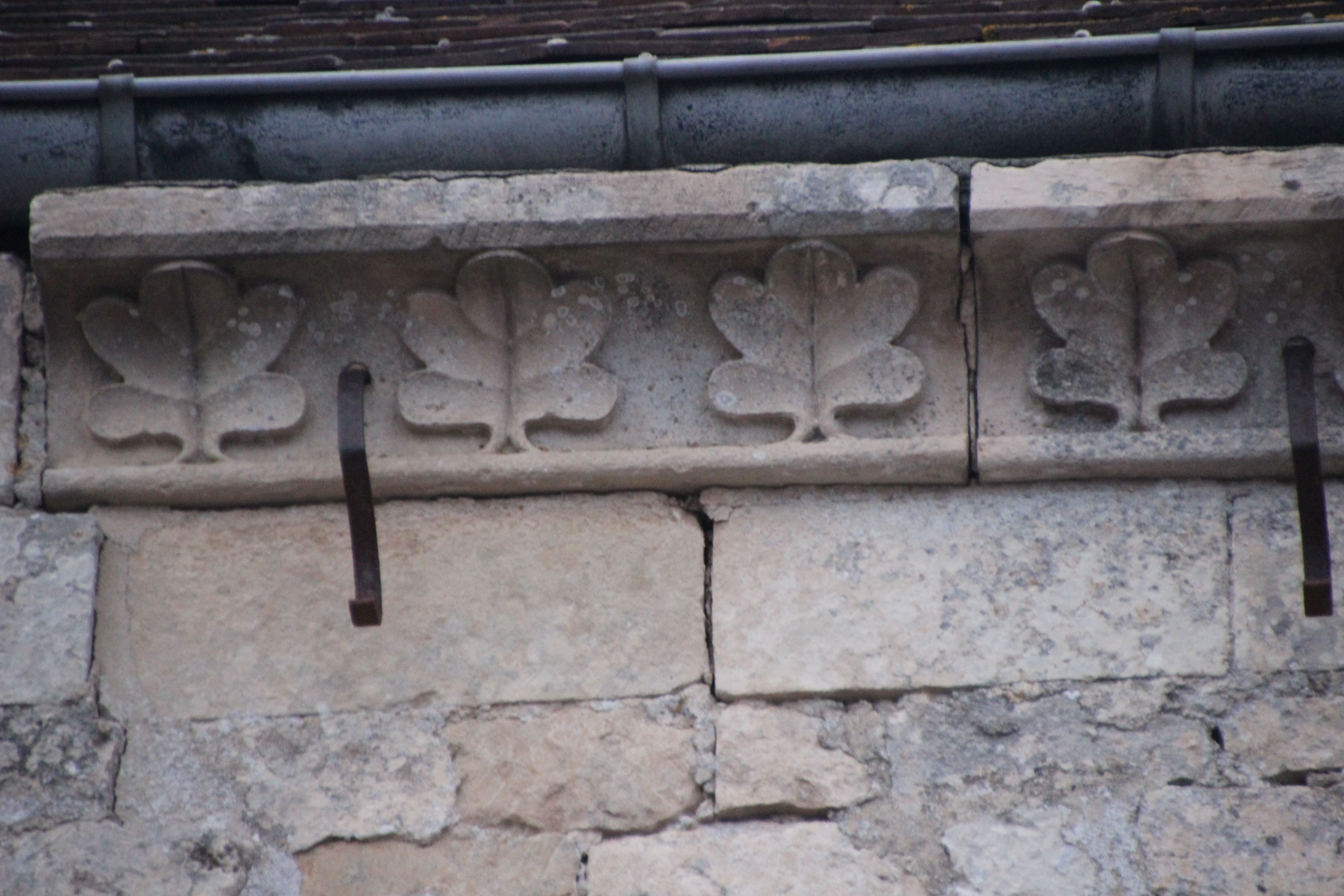
Détail de la corniche.
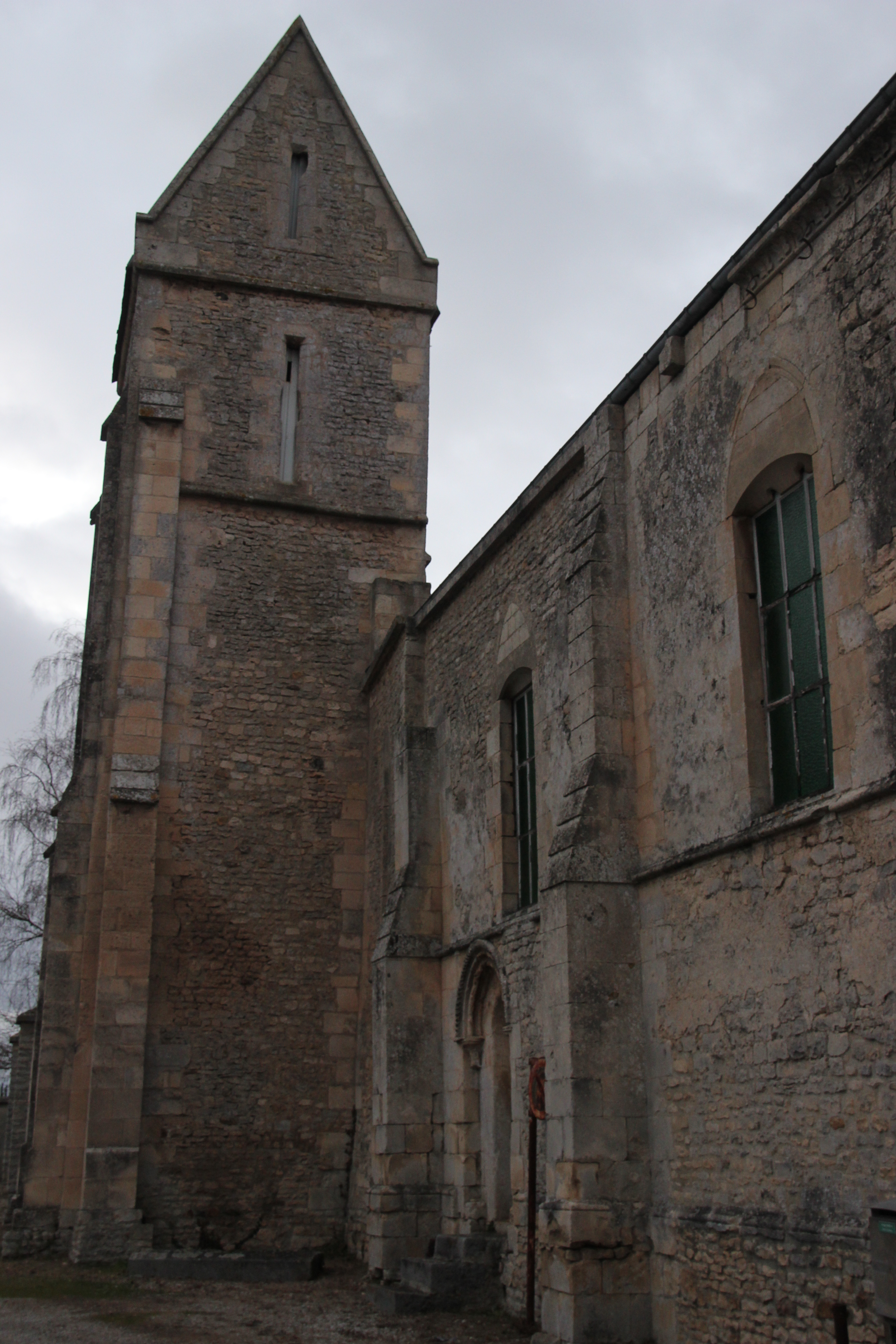
Tour et nef.
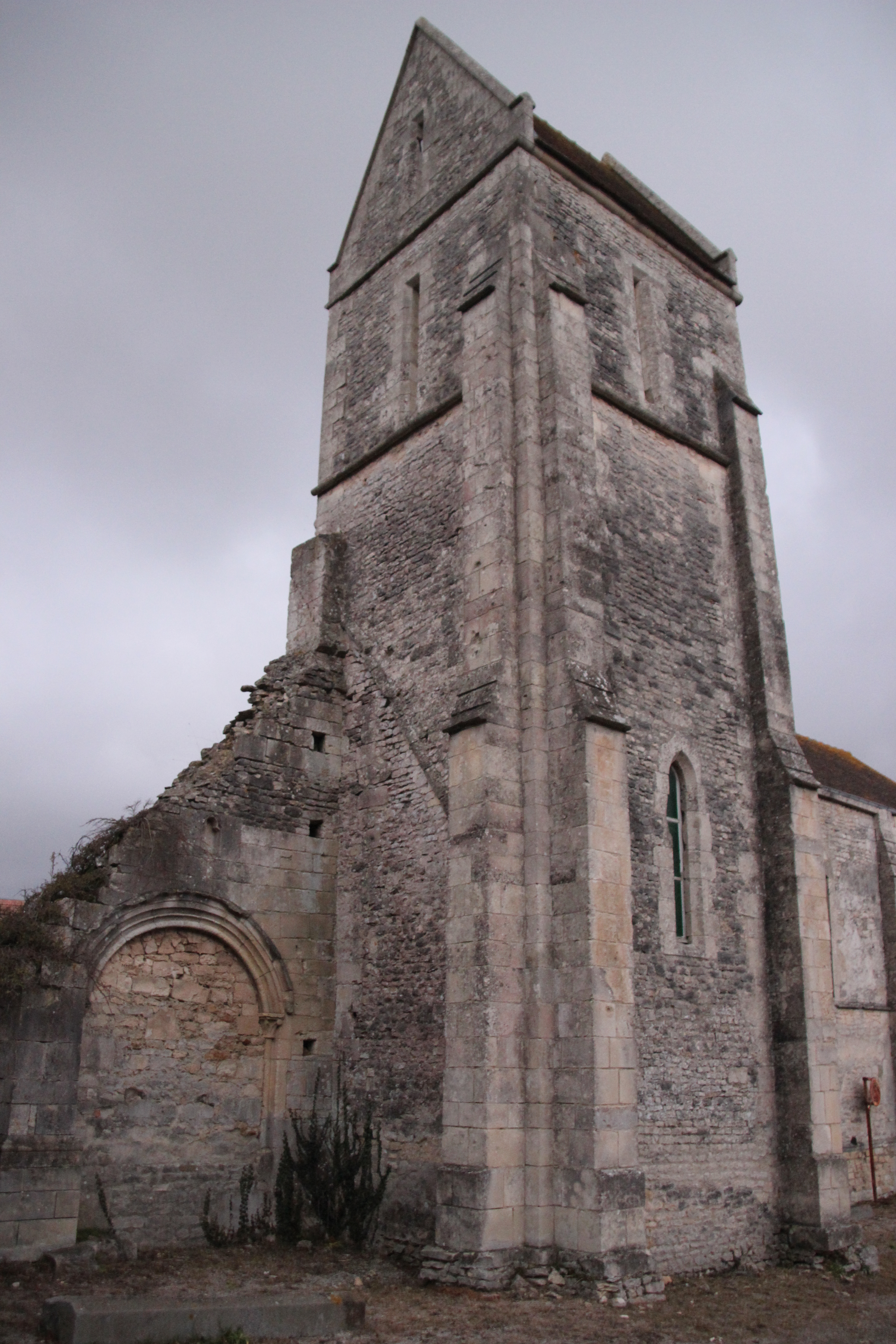
Tour de l'édifice.